# Margarita Borja Berenguer
Margarita Borja Berenguer   (Alacant, 1942) Margarita Ramón Borja-Berenguer coneguda com a Margarita Borja és una poetessa i dramaturga feminista espanyola. És autora i directora de teatre, productora i gestora cultural.
En 1992 va fundar el Teatre de les Sorámbulas. Va impulsar en 1996 i va coordinar fins a 2013 la Trobada de Dones d'Iberoamèrica en les arts escèniques en el Festival Internacional de Teatre de Cadis.
Ha escrit una desena d'obres teatrals.

## Trajectòria professional
En 1992 va fundar el Teatre de les Sorámbulas un grup creat per feministes de diverses generacions i professionals del teatre, la música i la plàstica que des de llavors dirigeix. En 1993 va debutar en el teatre amb Helénica, poemas para el Públic o, la seua primera producció, en la qual va recuperar passatges i suggeriments del públic, de García Lorca. En el collage textual va incloure també el poema de José María Parreño "Último yo". L'obra es va estrenar en el Cercle de Belles arts de Madrid, va recórrer diferents ciutats espanyoles i es va representar en el primer Simposi/Festival “Un Escenario Propio”, celebrat a Cincinnati, Ohio (Oct. 1994).
En 1995 amb Almas y Jardines i en el 2000 amb Las Flores del Yodo va seguir utilitzant la poesia com a font de textura dramàtica.
En 1999 va dirigir el projecte: Reescrituras sobre un paisatge a partir d'Eurípides, realitzat a l'Illa de Tabarca per encàrrec del XIV Festival Internacional de Música Contemporània.
L'any 2000 en la clausura del Congrés Internacional de Dones Poetes de Barcelona va presentar "Las Flores del Yodo" un homenatge a 34 poetesses del segle XX: Anna Ajmátova, Angela Figuera Aymerich, Ingeborg Bachmann, Wilsava Szymborska, Carolyn Forché, Sharon Olds, Grace Nichols, Teresa Espasa, Martha Tikkanen, Idea Vilariño, Neus Aguado, Cristina Peri Rossi, Noni Benegas, Juana Castro, Ana Rossetti, Maria Mercé Marçal, Alejandra Pizarnik, Aurora Luque, Juana de Ibarbourou, Chantal Maillard, María Negroni, Elsa López, Olga Lucas, Oblit García Valdés, Nicole Brossard, Cocha García, María Cinta Montagut, Luisa Castro, Guadalupe Gran, Esther Zarraluqui, Eli Tolaretxipi, Chus Pato i la pròpia Margarita Borja.
De 2003 a 2006 Oratorio del cubo. De 2005 a 2008 va crear Olimpia o la pasión de existir i l'opereta de la cruel Louisette, en coautoría amb Diana Raznovich.
En 2007 va dirigir al Congrés de Diputats la lectura dramatitzada Clara Campoamor i los debates del voto femenino en 1931, un treball que va merèixer el Premi Ana Tutor 2008.

## Drets de les dones
En la seua obra i la seua pràctica quotidiana Margarita Borja s'ha posicionat en defensa dels drets de les dones i com a activista feminista. En 2009 va ser cofundadora de l'associació Clàssiques i Modernes associació per a la igualtat de gènere en la cultura, organització de la qual és vicepresidenta.
| «                  | La reina Hècuba en La Ilíada alliçona al seu fill Hèctor instant-li a col·laborar en les tasques domèstiques considerant-les equiparables en importància a l'objectiu de guanyar la guerra ¿Quants milions d'oïdes sordes per segle davant trucades al bon sentit del repartiment de tasques en la convivència podrien comptabilitzar-se? Com hauria estat l'esdevenir històric i la nostra vida en ell, si la socialitzadora Hècuba hagués triomfat? En la vida real, en què és necessari mantenir un activisme feminista en un sistema democràtic que, a cada tant, treu el cap a vores de vulnerabilitat serveres, vigile les emocions dramàtiques que desencadenen aquest tipus de troballes. | » |
| — Margarita Borja, | |   |

En conferències i debats denuncia la desigualtat entre homes i dones en les arts escèniques.
En 2016 va participar en el cicle de conferències Ni elles muses ni ells genis analitzant les figures de María Lejárraga i Gregorio Martínez Sierra.

## Poesia i teatre
Entre les lectures que van assentar genealogia en el seu pensament poètic Margarita Borja reconeix a la grega Corina, a la cordovesa al-Andalusí Nazhun Bint Al-Qala'i, a Joan de la Creu, Lorca, Emily Dickinson, T. S. Eliot, Adrienne Rich, Verónica Forrest Thomson, Anna Ajmátova, Wisława Szymborska, Marosa de Giorgio i Margaret Atwood.
Es planteja l'elaboració de l'estructura de l'espectacle com d'un "teixit", gràcies al qual cap una multiplicitat d'adreces de lectura i un respecte major a l'autonomia dels elements lligats.
En proposar com a punt de partida per a la creació escènica un text poètic, Margarita Borja està reivindicant l'herència del model d'escriptura escènica associat al teatre espanyol més avantguardista. Aquest va ser, abans de res, un teatre poètic, un teatre que es rebel·lava contra la barroeria del costumbrisme i del realisme de cartró pedra que dominava els escenaris espanyols dels anys mil nou-cents vint i trenta i propugnava la creació d'un univers irreal sobre l'escena, assenyala l'investigador i docent José A. Sánchez En la seua primera producció, Hel·lènica, Margarita Borja recuperava directament passatges i suggeriments del públic, de García Lorca. I en Ànimes i jardins la poesia és l'instrument amb el qual les Sorámbulas van indagar formes de l'escènic que permeten la superació de l'esterilitat i la incapacitat comunicativa que caracteritzen el teatre dels nostres dies, afegeix Sánchez.

## Obres
- “Helénica, poemas para El Público” ANTHROPOS, en coedició amb l'Institut de Cultura Juan Gil Albert (Marzo, 96).
- Hécuba: nómos y música de las ciudadanas. Libreto de Margarita Borja segons Eurípides, Martha C. Nussbaum i textos propis.
- Olimpia o La pasión de existir. Finalista en el X Certamen de Teatre per a directores d'escena 2007.[12]

## Publicacions
- Hécuba, nomos y música de las ciudadanías. Argumentos y debate para una reescritura escénica. (1998) La Balsa de la Medusa,  0214-9982, Núm. 48, pàgs. 101-130
- Cuerpo y palabra en el espacio: reescribir la ciudadanía de Hécuba y Las Troyanas (des d'una visió escènica contemporanea) Dossiers feministes,  1139-1219, Nº 4, (2000) (Exemplar dedicat a: Platós i platees: dones i violència als espais cinematogràfic i escènic), pàgs. 49-62
- Las flores del yodo (2001) poemes escollits per a una posada en escena, edició a cura de Margarita Borja.
- Un teatro político de razón poética, en Anales de la literatura española contemporánea. (2011) Vol. 36, Núm. 2, Drama/Theatre, pp. 445–465.
- Resignificar el concepto de lo humano siendo mujer. Los cuadernos de la dramaturga (2011) 2174-3927, Núm. 1, pàgs. 27-30
- Olimpia de Gouges o la pasión de existir: obra de teatre i assajos de VV.AA. (2011)
- Pájaro senegalés en Enésima Hoja, antologia de Cuadernos del Laberinto.
- Oratorio del cubo poemas ed. bilingüe castellà-galega (2013)